# Gambal

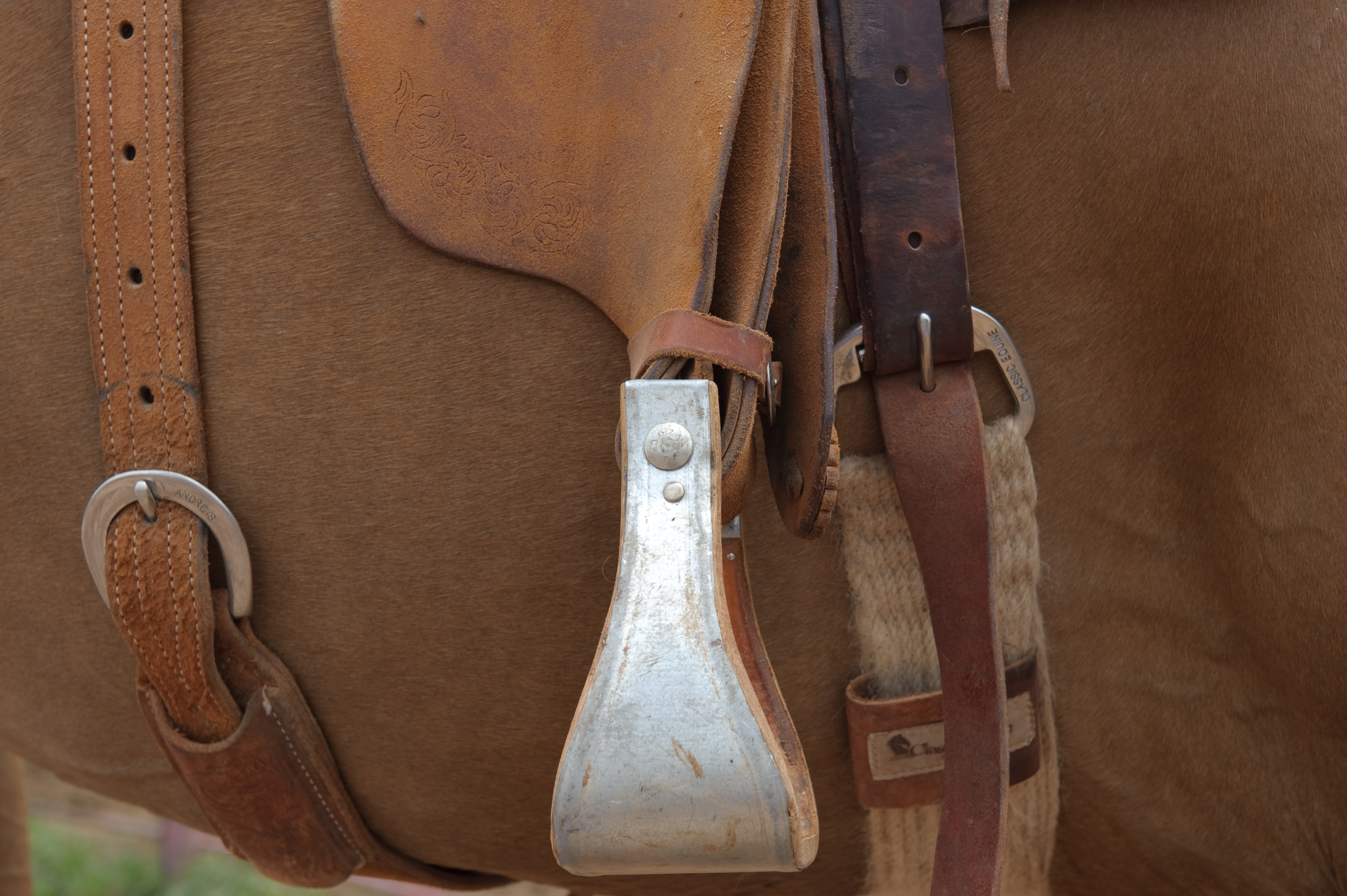
Estrep penjant del gambal corresponent.

Un gambal és una corretja que, unida a la sella de muntar, subjecta un estrep a l’extrem inferior. Cada sella consta de dos estreps i dos gambals.

## Història

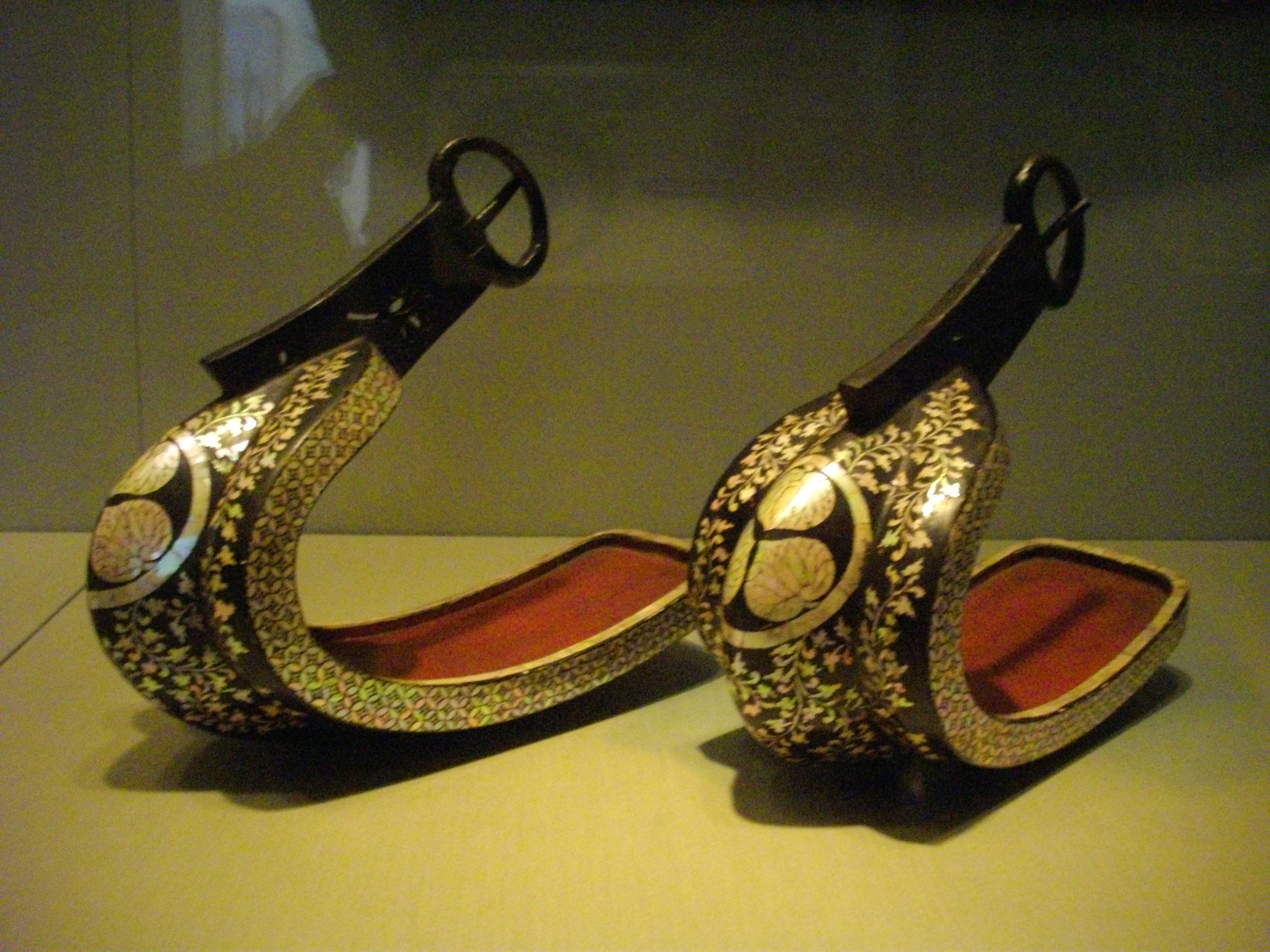
Abumi: estreps japonesos. Vegeu les sivelles per a unir-los als gambals.

Els primers estreps consistien en una corda que unia la sella i el dit gros del peu del genet. Aparegueren a l'imperi Kushan (actual Índia) entre el segle I i el II aC. D'allí van passar a la Xina cap a l'any 300, on, per raó del clima més fred de la zona, van començar a lligar-se al voltant del peu calçat, i no només sobre el dit. Poc després, la corda original fou reemplaçada pel ferro.
Des de la Xina l'ús de l'estrep es va estendre als nòmades mongols de l'Àsia central, a Corea i al Japó. Els huns els van introduir a Pèrsia al segle iv i a Europa cap al segle v, encara que no hi ha notícies de la seva adopció per la cavalleria imperial romana fins a aproximadament un segle més tard (ja després de la caiguda de l'Imperi Romà d'Occident). Cap a l'any 600 dC, els àvars de Pannònia havien estat empesos a l'oest des de les estepes pels turcs, i van introduir l'estrep a Europa. Al seu torn, els àrabs el prendrien dels perses i els romans d'Orient.
Per la seva banda, els invasors germànics de l'Imperi Romà van adoptar ràpidament l'ús d'estreps. Això va millorar l'eficàcia de les seves tropes muntades fins a tal punt que va facilitar la derrota a la batalla d'Adrianòpolis (378), del model clàssic de la legió romana, fet que va causar una crisi militar sense precedents. L'estrep, que permetia al genet lluitar amb comoditat i maximitzava l'impacte de la càrrega, pràcticament havia jubilat al millor exèrcit de la història, i havia iniciat una nova era a Europa: la de la cavalleria cos que dominaria els camps de batalla medievals durant més de mil anys. (Fora d'algun cas particular com el dels almogàvers).

## Sistemes d’equitació

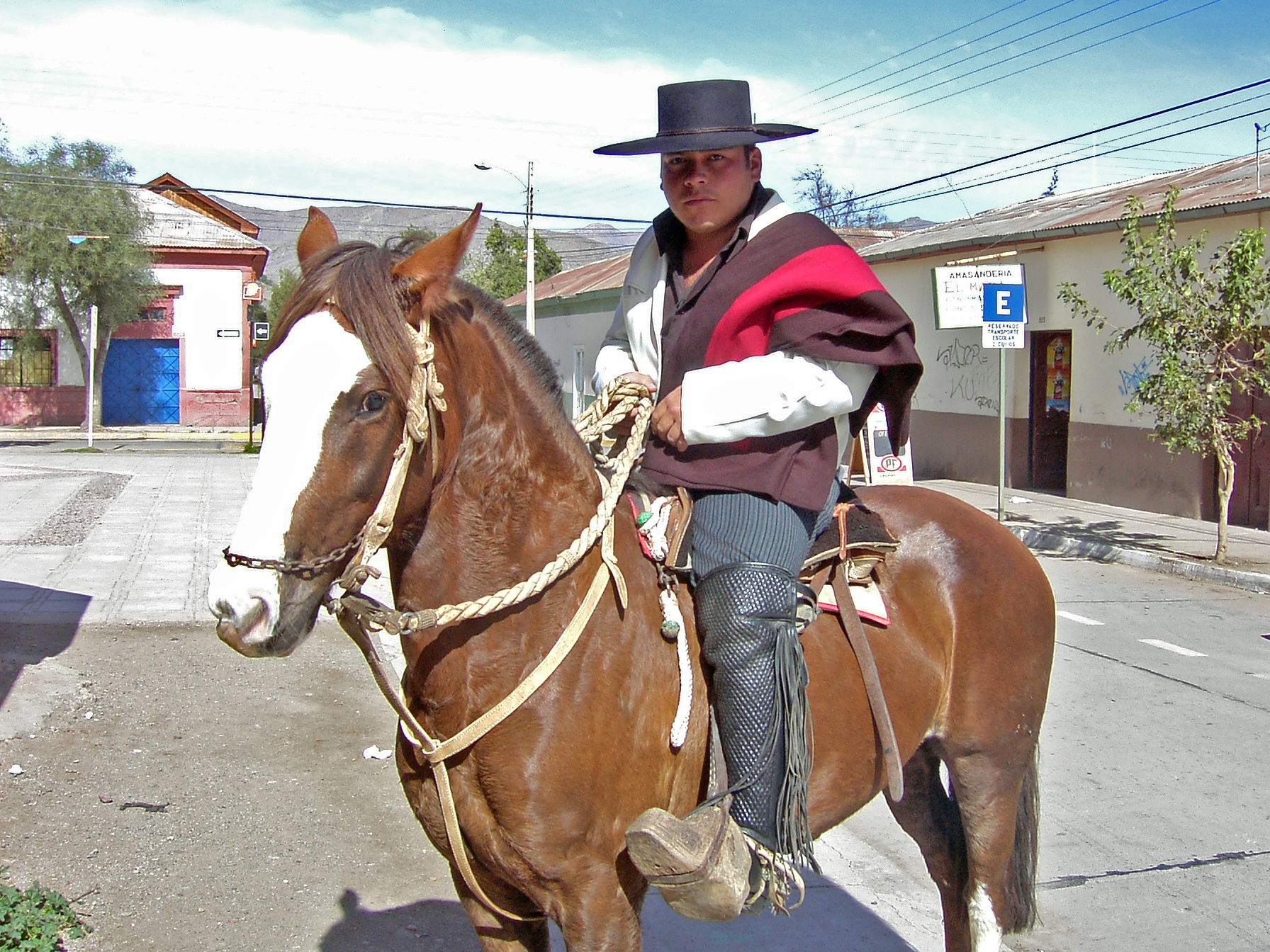
Genet xilè vestit de «huaso».

Entre els diversos sistemes d’equitació cal considerar el tipus de sella i els estreps i gambals emprats en cada cas.
1: Jaqueta de cuir de set capes 
3: Carrabina 
5: Llança 
7: Broquer 
9: Estreps de fusta 

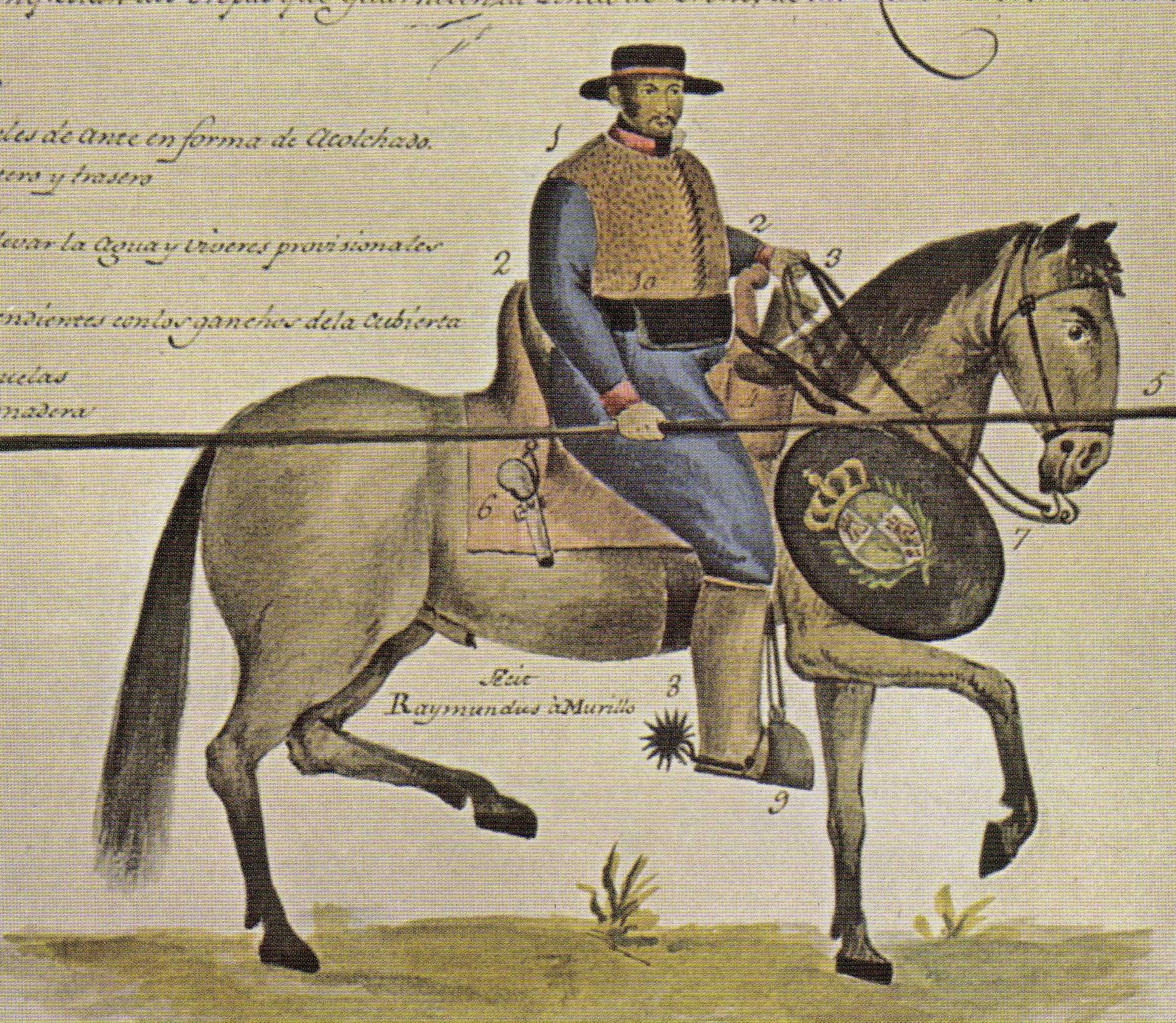
Soldat de cuera 1: Jaqueta de cuir de set capes 2: Pom de la sella 3: Carrabina 4: Bossa de la sella 5: Llança 6: Pistoles penjades a cada costat de la sella 7: Broquer 8: Botes i esperons 9: Estreps de fusta 10: Caixa cartutxera

- Brida. L'equitació a la brida es basava en portar els estreps llargs, amb els gambals ajustats per a permetre que el genet cavalqués amb les cames estirades. (En castellà "a la brida" o "a la guisa" eren expressions equivalents).
- Gineta[5] Amb estreps curts i gambals en proporció.
- Bastarda[6] Amb estreps intermedis entra la gineta i la brida.[7]
- Estradiota[8] Amb estreps llargs.
- Soldat de cuera. Vegeu imatge.
  - Els estreps eren de fusta i tancats per a protegir el peu del genet.[9]
- Comanxe[10]
- Mexicana.[11] La muntura mexicana "charra" és amb els estreps llargs.
- Criolla chilena. Cavall xilè. Estreps curts.[12]
- Criolla argentina[13]
- California[14]
- Texas[15][16]
- Japó.[17]

## Llargària
La llargària dels gambals depèn de l’alçària desitjada dels estreps. Hi ha gambals de llargària fixa i gambals de llargària ajustable. Algunes selles permeten ajustar els gambals amb el genet muntat. Un gambal rere l'altre.
| «                                                                                              | La llargària dels gambals serà correcta quan, amb el genet alçat sobre amdós estreps, quedi un espai de quatre o cinc polzades entre l’engonal i el seient de la sella. Totes les altres mesure són incertes per al soldat de cavalleria. L’estrep no ha de portar més pes que el de la cama: el peu ha de calçar-se una tercera part en l’estrep, amb el taló un xic més baix que la punta del peu. | » |
| — Reglamento para el ejercicio y maniobras de la caballeria...Ministerio de la Guerra. España. | |   |

## Unions
L'extrem superior del gambal va unit a la sella. L'extrem inferior a l'estrep. Molts sistemes són possibles. Les solucions modernes fan servir sivelles.

## Dita popular
«Ser curt de gambals». Aplicada a una persona l’expressió implica que aquesta és curta d’enteniment. Aparentment, la frase no deriva dels gambals dels estreps. Algunes referències indiquen el «gambal» amb cadena que lligava les cames d’alguns presoners.
- Exemple de gambal com a subjecció de presoners.

| «                            | E lo iutge Darborea quiu sabe, trames companya a lla hon la galea era rota, e prengueren tots los dits vuytanta homens, e ab una corda el coyll envials a Bonayre a lalmirayll, qui tantost los feu fer bons gambals, els feu metre a obrar lo mur e el vayll de Bonayre. | » |
| — Crònica de Ramon Muntaner. | |   |